# Minami-Alps
|  | Aquest article tracta sobre la població. Vegeu-ne altres significats a «Alps del Sud». |

Minami-Alps (南アルプス市, Minami-Arupusu-shi) és una ciutat de la prefectura de Yamanashi, al Japó.

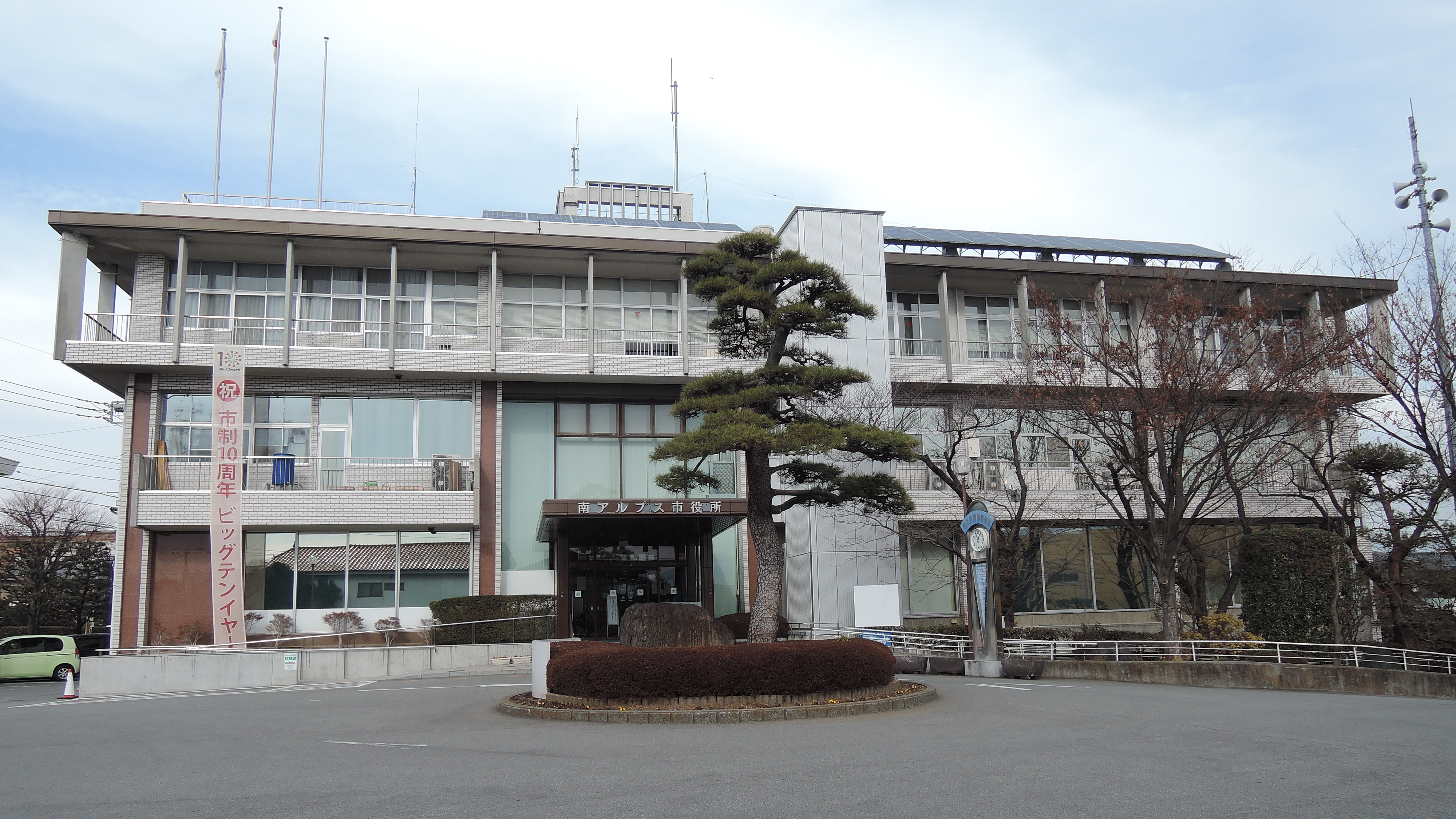
Ajuntament de Minami-Alps

El setembre de 2015, la ciutat tenia una població estimada de 72.900 habitants i una densitat de població de 275 persones per km². L'àrea total és de 264.14 km². Minami-Alps és la tercera ciutat més poblada de la prefectura de Yamanashi. El nom de la ciutat fou escollit el setembre de 2002 d'entre propostes enviades pel públic.

## Geografia
El nom de la ciutat fa referència a la seva localització a l'est dels alps del Sud (minami significa sud). La ciutat es troba a la falda d'aquesta serralada, que inclou la muntanya Kita-dake, la segona muntanya més alta del Japó, així com altres muntanyes que sobrepassen els 3.000 metres. Les zones urbanes estan situades al llarg dels tres rius que travessen aquestes muntanyes: el riu Midai, el riu Takizawa i el riu Tsubo. L'àrea és coneguda per la seva horticultura de cireres, préssecs, prunes, peres, caquis, kiwis i pomes.

## Municipalitats veïnes
- Prefectura de Yamanashi
  - Nirasaki, Hokuto, Kai, Chūō, Ichikawamisato, Fujikawa, Hayakawa, Shōwa
- Prefectura de Nagano
  - Ina
- Prefectura de Shizuoka
  - Aoi

## Història
La ciutat de Minami-Alps fou establerta l'1 d'abril de 2003 com a resultat de la fusió dels pobles de Kōsai, Kushigata, Wakakusa, i les viles de Ashiyasu i Hatta, del districte de Nakakoma).

## Agermanament
- – Tsubetsu, Hokkaidō, Japó
- – Iwamizawa, Hokkaidō, Japó
- – Anamizu, Ishikawa, Japó
- – Ogasawara, Tòquio (Japó)
- - Marshalltown, Iowa, EUA[5]
- - Winterset, Iowa, EUA[5]
- - Queanbeyan, Nova Gal·les del Sud, Austràlia[6]